# Brincidofovir
Le brincidofovir (CMX001) est un médicament antiviral expérimental contre les cytomégalovirus, les adénovirus, le virus de la variole et le virus Ebola. Il s'agit d'un promédicament du cidofovir. Conjugué à une molécule de lipide, il libère le cidofovir à l'intérieur de la cellule, ce qui assure une meilleure distribution intracellulaire et des concentrations plasmatiques plus faibles, ce qui accroît son efficacité contre les virus à ADN bicaténaire ainsi que sa biodisponibilité orale.
Sur des modèles animaux, il s'est montré efficace contre les cytomégalovirus, les adénovirus, le virus BK, le virus de la variole et le virus de l'herpès. Des tests préliminaires in vitro ont montré un potentiel également contre le virus Ebola, ce qui était inattendu dans la mesure où ce virus est un virus à ARN monocaténaire.[réf. nécessaire]
Le brincidofovir est en essai clinique contre le virus Ebola depuis le 1er janvier 2015 à Monrovia, au Liberia.